# Svjedok – Der Zeuge
Svjedok – Der Zeuge ist ein österreichischer Dokumentarfilm, dessen Inhalt auf einer wahren Begebenheit aus dem Bosnienkrieg 1992 basiert.

## Handlung
Dieser Film basiert auf einer wahren Begebenheit, die sich während des Krieges in Bosnien und Herzegowina zugetragen hat. Einige, der im Film mitwirkenden Personen, haben dieses schreckliche Ereignis selbst durchleben müssen. Rajif Begić, der Zeuge, wirkte im Film persönlich mit und mimte sich selbst. Durch seinen starken Willen, Einsatz und Mut stellte er sich den serbischen Kriegsverbrechern und sagte vor dem Den Haager Tribunal und dem Obersten Gerichtshof von Bosnien-Herzegowina öffentlich gegen sie aus.
Am 31. Mai 1992 wurden sein Dorf Begići und die Nachbardörfer von Tschetniks überfallen und eingenommen. Alle Männer wurden zusammengepfercht und mussten den Marsch, Richtung Brücke von Vrhpolje, antreten. Auf dem Weg zur Brücke wurden einige seiner Nachbarn von Jadranko Palija kaltblütig ermordet, darunter auch sein jüngerer Bruder. Auf der Brücke wurden die Gefangenen in einer Reihe aufgestellt und einer nach dem anderen hingerichtet. Sie wurden gezwungen, von der Brücke ins Wasser zu springen. Im Wasser wurden sie dann von den Tschetniks erschossen. Bevor Rajif Begić springen musste, befahl ihm der Soldat Nenad Kaurin seinen Mund zu öffnen und steckte ihm den Lauf seines Maschinengewehrs in den Mund... Es blieb ihm nichts anderes übrig...
Über das Schicksal bzw. eine etwaige Verurteilung der unmittelbaren Täter von damals erfährt man nichts. Im Nachspann wird lediglich auf den Internationalen Strafgerichtshof für das ehemalige Jugoslawien verwiesen, der im Dezember 1994 seine Tätigkeit aufnahm und insgesamt 161 Anklagen erhob, sowie auf die längst überfällige Festnahme der letzten beiden großen serbischen Kriegsverbrecher im Jahre 2011: von Ratko Mladić, des meistgesuchte Kriegsverbrechers Europas, am 26. Mai, und von Goran Hadžić am 20. Juli.

## Sonstiges
Viele der Darsteller waren Zeitzeugen dieses Ereignisses. Nach dem Erfolg von Most – The Bridge, wurde auch das Interesse des Regisseurs an der Wahrheit größer. Was geschah mit dem Onkel des Regisseurs und den anderen Zivilisten? Mit der Aussage Rajif Begićs kam auch Haris Bilajbegovic der Wahrheit immer näher. Durch das Interview des Zeugen bzw. durch den Film Svjedok – Der Zeuge schloss sich der Kreis nach 20 Jahren.
Mit der Unterstützung seitens der Familie und der vor Ort ansässigen Menschen, wurde Svjedok – Der Zeuge im Sommer 2009 innerhalb von zwei Wochen realisiert. Die Wiener Filmproduktionsfirma illuminati film unterstützte Bilajbegović bei der Produktion. Robert Palfrader synchronisierte den Film Deutsch.
Aufgrund fehlender finanzieller Mittel mussten die Einreichungen bei internationalen Filmfestivals vorzeitig beendet werden. Der Film wurde mit einigen nationalen und internationalen Filmpreisen ausgezeichnet und war u. a. 2012 für den Deutschen Menschenrechtsfilmpreis nominiert. Des Weiteren wurde sein Film im Filmarchiv Austria aufgenommen und archiviert.
Ein großes Anliegen des Autors und Regisseurs Bilajbegović ist es, ein Denkmal für alle bekannten und unbekannten Kriegsopfer und ihre Angehörigen zu setzen.